# Norwalk, Connecticut
Norwalk, stad i Fairfield County, Connecticut, USA med cirka 88 816 invånare (2019). Norwalk ligger inom både storstadsområdet New York och storstadsområdet Bridgeport.
Norwalk är den sjätte folkrikaste staden i Connecticut.
Det virus som orsakar vinterkräksjukan har tidigare kallats norwalkliknande virus.
Enligt United States Census Bureau har staden en total yta på 94 kvadratkilometer, varav 59 kvadratkilometer är mark och 35 kvadratkilometer (37,24 procent) är vatten.
Norwalks topografi domineras av dess kust längs Long Island Sound, Norwalk River och Norwalk Islands.